# Rajd Safari 1975
Rajd Safari (23. Safari Rally) – 23 Rajd Safari rozgrywany w Kenii w dniach 27-31 marca. Była to trzecia runda Rajdowych mistrzostw świata w roku 1975. Rajd został rozegrany na nawierzchni szutrowej. Bazą rajdu było miasto Nairobi. 

## Wyniki końcowe rajdu[1]
| Msc. | Kierowca        | Pilot            | Samochód               | Czas  | Strata | Punkty |
| ---- | --------------- | ---------------- | ---------------------- | ----- | ------ | ------ |
| 1    | Ove Andersson   | Arne Hertz       | Peugeot 504            | 11:58 | 0.0    | 20     |
| 2.   | Sandro Munari   | Lofty Drews      | Lancia Stratos HF      | 12:36 | +0:38  | 15     |
| 3.   | Björn Waldegård | Hans Thorszelius | Lancia Stratos HF      | 13:57 | +1.59  |        |
| 4.   | Andrew Cowan    | John Mitchell    | Mitsubishi Colt Lancer | 14:31 | +2:33  | 10     |
| 5.   | Bert Shankland  | Chris Bates      | Peugeot 504            | 15:01 | +3:03  |        |
| 6.   | Zully Remtulla  | Nizar Jivani     | Datsun Violet 710      | 16:34 | +4:37  | 6      |
| 7.   | Johnny Hellier  | Kanti Shah       | Datsun 160B            | 18:12 | +6:15  |        |
| 8.   | Davinder Singh  | Roger Barnard    | Mitsubishi Colt Lancer | 19:05 | +7:07  |        |
| 9.   | Frank Tundo     | Anton Levitan    | Datsun Violet 710      | 19:15 | +7:17  |        |
| 10.  | Prem Choda      | Pauru Choda      | Mitsubishi Colt Lancer | 23:01 | +11:03 |        |

## Klasyfikacja producentów po 3 rundach
| Lp | Producent  | Pkt. |
| -- | ---------- | ---- |
| 1  | Lancia     | 55   |
| 2  | Fiat       | 23   |
| 3  | Peugeot    | 20   |
| 4  | Saab       | 15   |
| 5  | Mitsubishi | 10   |

- Uwaga: Tabela obejmuje tylko pięć pierwszych miejsc.